# Monique van Vooren

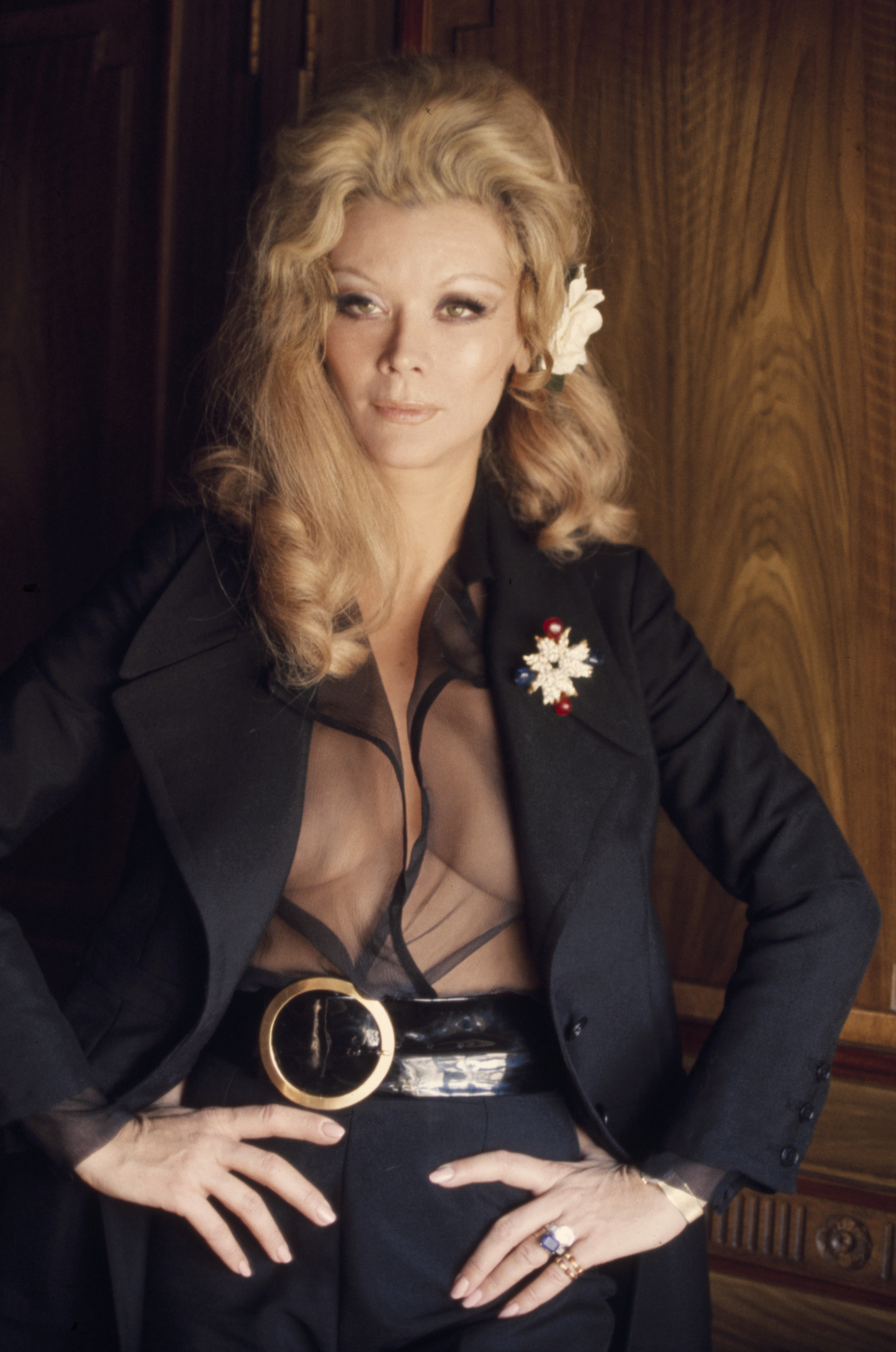
Monique van Vooren (1975)

Monique van Vooren (* 25. März 1927 in Brüssel, Belgien; † 25. Januar 2020 in New York City, Vereinigte Staaten) war eine belgische Film- und Fernsehschauspielerin.

## Leben und Karriere
Die in Brüssel geborene Monique van Vooren kam Ende der 1940er Jahre als Austauschstudentin in die Vereinigten Staaten. Ihr Filmdebüt gab sie 1949 in dem italienischen Melodram Morgen ist es zu spät an der Seite von Vittorio De Sica und Pier Angeli. In den 1950er und 1960er Jahren wurde sie als Darstellerin sowohl in europäischen als auch in US-amerikanischen Filmproduktionen wie Tarzan bricht die Ketten (1953, mit Lex Barker) oder Vincente Minnellis Gigi (1958, mit Maurice Chevalier) besetzt. Daneben hatte sie eine Fernsehkarriere als Gaststar diverser Fernsehshows und war 1968 auch als geldgierige Miss Clean in zwei Folgen der US-Fernsehserie Batman zu sehen. 1973 spielte sie ihre wohl bekannteste Kinorolle als Baronin Frankenstein in der von Paul Morrissey in 3D gefilmten italienisch-französischen Koproduktion Andy Warhols Frankenstein. Im gleichen Jahr war sie in einer kleinen Nebenrolle in dem Filmdrama Die Rivalin mit Elizabeth Taylor und Henry Fonda zu sehen. Nach einem kleinen Auftritt in Oliver Stones Wall Street (1987) kehrte sie erst 2012 für Sean Ali Stones Horrorthriller Greystone Park (2012) ein letztes Mal vor die Filmkamera zurück.
Auch auf der Theaterbühne war van Vooren aktiv; so trat sie von 1953 bis 1954 in dem Stück John Murray Anderson’s Almanac am Broadway auf. Mitte der 1970er Jahre kam sie dort auch in dem von John Phillips geschriebenen Fantasy-Musical Man on the Moon zum Einsatz. Im Jahr 1958 nahm sie zudem mit Unterstützung des Pianisten Skitch Henderson das Album Mink in HiFi bei RCA Victor auf. Im Jahr 1969 gehörte sie ferner zu den Jury-Mitgliedern der Wahl zur Miss Universe.
Van Vooren war von 1958 bis zu seinem Tod im Jahr 2002 mit dem Fernsehproduzenten Gerard Purcell verheiratet. Aus der Verbindung ging der gemeinsame Sohn Eric Purcell hervor, der in New York als Immobilienmakler und gelegentlich ebenfalls als Schauspieler tätig ist. Van Vooren starb 2020 in ihrem New Yorker Zuhause im Alter von 92 Jahren an Krebs.

## Filmografie (Auswahl)
- 1949: Morgen ist es zu spät (Domani e troppo tardi)
- 1953: Tarzan bricht die Ketten (Tarzan and the She-Devil)
- 1955: Gangster von Paris (Série noire)
- 1955: Harte Fäuste – heißes Blut (Ça va barder)
- 1957: 10.000 Schlafzimmer (Ten Thousand Bedrooms)
- 1958: Gigi
- 1959: Ehegeheimnisse (Happy Anniversary)
- 1965: The Trials of O’Brien (Fernsehserie, eine Folge)
- 1967: Fearless Frank
- 1968: Batman (Fernsehserie, zwei Folgen)
- 1971: Decameron (Il Decameron)
- 1973: Sugar Cookies
- 1973: Die Rivalin (Ash Wednesday)
- 1973: Andy Warhols Frankenstein (Flesh for Frankenstein)
- 1987: Wall Street
- 2012: Greystone Park